# Unione Sportiva Salernitana 1950-1951
Questa pagina raccoglie i dati riguardanti la Unione Sportiva Salernitana nelle competizioni ufficiali della stagione 1950-1951.

## Stagione

Antonio Giorgetti, 20 gol nella stagione 1950-1951

Nella stagione 1950-1951 la Salernitana ingaggia Walter Crociani come allenatore, che introdurrà la novità del ritiro in altura, fatto per l'estate 1950 all'Aquila. Malgrado i buoni propositi la squadra non gioca bene, e la stagione osserverà la tifoseria contestare in diverse occasioni i calciatori campani.
La prima contestazione avviene nella sfida interna contro il Venezia, quando uno spettatore entra in campo verso la fine del primo tempo causando una breve sospensione della partita. Nel secondo tempo i salernitani segneranno e vinceranno la gara, ma la società verrà multata di 50.000 lire. La seconda contestazione avviene dopo il pareggio in casa contro l'ultima in classifica, l'Anconitana. In tale occasione i tifosi granata, inferociti dall'andamento della gara, gettano in campo terriccio e pietre, e ciò provocherà la squalifica del campo del "Comunale" e della conseguente disputa della sfida con lo Spezia sul neutro del Vomero.
In seguito alla sconfitta contro il Messina Crociani viene esonerato, e al suo posto subentra Rodolphe Hiden, il quale salverà la squadra dalla retrocessione.
L'ultima giornata del campionato serve ad onorare con un minuto di raccoglimento la scomparsa di Domenico Mattioli, presidente della prima promozione in A morto a Napoli due giorni prima dell'incontro.
La novità stagionale è che nella rosa della Salernitana compare il nome del primo turco a giocare in un campionato italiano di calcio, si tratta di Bülent Eken.

## Divise
La divisa della Salernitana 1950-1951 era composta da una maglietta granata, pantaloncini bianchi e calzettoni a righe bianchi e granata.
| Manica sinistra · Maglietta · Maglietta · Manica destra · Pantaloncini · Calzettoni · Calzettoni |

## Organigramma societario
Fonte
Area direttiva
- Presidente: Marcantonio Ferro
- Segretario: Bruno Somma

Area tecnica
- Allenatore: Walter Crociani, dal 24/04/1951 Rodolphe Hiden
- Allenatore in seconda Mario Saracino

Area sanitaria
- Medico Sociale: Gino Bernabò
- Massaggiatore: Alberto Fresa

## Rosa
Fonte
| N. |                    | Ruolo | Calciatore         |
| -- | ------------------ | ----- | ------------------ |
|    | Italia (bandiera)  | P     | Carmine Caracciolo |
|    | Italia (bandiera)  | P     | Remigio Di Paolo   |
|    | Italia (bandiera)  | P     | Mario Gambazza     |
|    | Italia (bandiera)  | D     | Dino Fragni        |
|    | Italia (bandiera)  | D     | Pietro Miniussi    |
|    | Italia (bandiera)  | D     | Tristano Pangaro   |
|    | Italia (bandiera)  | D     | Manlio Scopigno    |
|    | Italia (bandiera)  | C     | Oliviero Belcastro |
|    | Italia (bandiera)  | C     | Quinto Bertoloni   |
|    | Turchia (bandiera) | C     | Bülent Eken        |
|    | Italia (bandiera)  | C     | Valerio Cassani    |
|    | Italia (bandiera)  | C     | Giuseppe Dardo     |

| N. |                   | Ruolo | Calciatore            |
| -- | ----------------- | ----- | --------------------- |
|    | Italia (bandiera) | C     | Osvaldo Mancuso       |
|    | Italia (bandiera) | C     | Ugo Musella           |
|    | Italia (bandiera) | C     | Ennio Pignataro       |
|    | Italia (bandiera) | C     | Rinaldo Settembrino   |
|    | Italia (bandiera) | C     | Marcello Taccola      |
|    | Italia (bandiera) | A     | Ercole Castaldo       |
|    | Italia (bandiera) | A     | Costantino De Andreis |
|    | Italia (bandiera) | A     | Luigi Fiore           |
|    | Italia (bandiera) | A     | Antonio Giorgetti     |
|    | Italia (bandiera) | A     | Eros Marini           |
|    | Italia (bandiera) | A     | Antonio Torreano      |

## Risultati

### Serie B

#### Girone di andata
| Siracusa 10 settembre 1950 1ª giornata                                          | Siracusa  | 2 – 2 referto      | Salernitana | Stadio Vittorio Emanuele III |
| \| \| \| \| \| Camporese 1’ Micheloni 54’ \| Marcatori \| 49’, 68’ Giorgetti \| |           |                    |             |                              |
|                                                                                 |           |                    |             |                              |
| Camporese 1’ Micheloni 54’                                                      | Marcatori | 49’, 68’ Giorgetti |             |                              |

| Taranto 17 settembre 1950 2ª giornata                                 | Bari      | 2 – 1 Campo neutro referto | Salernitana | Stadio Valentino Mazzola |
| \| \| \| \| \| Grani 56’ Stellin 77’ \| Marcatori \| 89’ Giorgetti \| |           |                            |             |                          |
|                                                                       |           |                            |             |                          |
| Grani 56’ Stellin 77’                                                 | Marcatori | 89’ Giorgetti              |             |                          |

| Salerno 24 settembre 1950 3ª giornata                                                      | Salernitana | 3 – 1 referto     | Seregno | Stadio Comunale |
| \| \| \| \| \| Fragni 31’ Belcastro 47’ Giorgetti 48’ \| Marcatori \| 82’ Pirovano (II) \| |             |                   |         |                 |
|                                                                                            |             |                   |         |                 |
| Fragni 31’ Belcastro 47’ Giorgetti 48’                                                     | Marcatori   | 82’ Pirovano (II) |         |                 |

| Reggio nell'Emilia 1º ottobre 1950 4ª giornata                | Reggiana  | 2 – 0 referto | Salernitana | Stadio Comunale Mirabello |
| \| \| \| \| \| Cafasso 62’ Scagliarini 69’ \| Marcatori \| \| |           |               |             |                           |
|                                                               |           |               |             |                           |
| Cafasso 62’ Scagliarini 69’                                   | Marcatori |               |             |                           |

| Salerno 8 ottobre 1950 5ª giornata                                                               | Salernitana | 3 – 2 referto                   | Verona | Stadio Comunale |
| \| \| \| \| \| Torreano 1’, 51’ Giorgetti 89’ \| Marcatori \| 30’ (rig.) Frasi 90’ De Lazzari \| |             |                                 |        |                 |
|                                                                                                  |             |                                 |        |                 |
| Torreano 1’, 51’ Giorgetti 89’                                                                   | Marcatori   | 30’ (rig.) Frasi 90’ De Lazzari |        |                 |

| Vicenza 15 ottobre 1950 6ª giornata                                      | Vicenza   | 2 – 1 referto | Salernitana | Stadio Romeo Menti |
| \| \| \| \| \| Marchetti 24’ Lerici 70’ \| Marcatori \| 21’ Giorgetti \| |           |               |             |                    |
|                                                                          |           |               |             |                    |
| Marchetti 24’ Lerici 70’                                                 | Marcatori | 21’ Giorgetti |             |                    |

| Salerno 22 ottobre 1950 7ª giornata                                                                      | Salernitana | 3 – 2 referto           | Venezia | Stadio Comunale |
| \| \| \| \| \| Taccola 1’ Scopigno 25’ (rig.) Settembrino 88’ \| Marcatori \| 50’ Broccini 55’ Nordio \| |             |                         |         |                 |
| |             |                         |         |                 |
| Taccola 1’ Scopigno 25’ (rig.) Settembrino 88’                                                           | Marcatori   | 50’ Broccini 55’ Nordio |         |                 |

| Arbitro: | Bernardi (Savona) |

|             |           |  |
| Bettini 65’ | Marcatori |  |

| Salerno 5 novembre 1950 9ª giornata                                                                          | Salernitana | 4 – 2 referto              | Livorno | Stadio Comunale |
| \| \| \| \| \| Bertoloni 24’ Giorgetti 37’, 62’ Castaldo 90+2’ \| Marcatori \| 31’ Catalano 60’ Bartolini \| |             |                            |         |                 |
| |             |                            |         |                 |
| Bertoloni 24’ Giorgetti 37’, 62’ Castaldo 90+2’                                                              | Marcatori   | 31’ Catalano 60’ Bartolini |         |                 |

| Arbitro: | Pizzato (Venezia) |

|                      |           |                             |
| Loni 36’ Carraro 42’ | Marcatori | 5’ Giorgetti 69’ De Andreis |

| Arbitro: | Carpani (Milano) |

|                                      |           |                             |
| Torreano 27’, 40’, 54’ Giorgetti 67’ | Marcatori | 18’ Losi 46’ Brighenti (II) |

| Messina 26 novembre 1950 12ª giornata                                | Messina   | 2 – 1 referto | Salernitana | Stadio Giovanni Celeste |
| \| \| \| \| \| Marchetto 28’ Voogt 43’ \| Marcatori \| 5’ Taccola \| |           |               |             |                         |
|                                                                      |           |               |             |                         |
| Marchetto 28’ Voogt 43’                                              | Marcatori | 5’ Taccola    |             |                         |

| Legnano 3 dicembre 1950 13ª giornata                         | Legnano   | 2 – 0 referto | Salernitana | Stadio di via Carlo Pisacane |
| \| \| \| \| \| Eidefjäll 18’ Trevisan 22’ \| Marcatori \| \| |           |               |             |                              |
|                                                              |           |               |             |                              |
| Eidefjäll 18’ Trevisan 22’                                   | Marcatori |               |             |                              |

| Salerno 10 dicembre 1950 14ª giornata | Salernitana | 0 – 0 referto | Cremonese | Stadio Comunale |

| Salerno 28 dicembre 1950 15ª giornata | Salernitana | 0 – 0 Recupero referto | Anconitana | Stadio Comunale |

| Treviso 24 dicembre 1950 16ª giornata                 | Treviso   | 2 – 0 referto | Salernitana | Stadio Comunale |
| \| \| \| \| \| Ruzza 23’ Persi 64’ \| Marcatori \| \| |           |               |             |                 |
|                                                       |           |               |             |                 |
| Ruzza 23’ Persi 64’                                   | Marcatori |               |             |                 |

| 31 dicembre 1950 17ª giornata Turno di Riposo |  | – |  |  |

| Lodi 7 gennaio 1951 18ª giornata                                    | Fanfulla  | 1 – 1 referto | Salernitana | Stadio Dossenina |
| \| \| \| \| \| Busnelli 61’ (rig.) \| Marcatori \| 15’ Giorgetti \| |           |               |             |                  |
|                                                                     |           |               |             |                  |
| Busnelli 61’ (rig.)                                                 | Marcatori | 15’ Giorgetti |             |                  |

| Ferrara 14 gennaio 1951 19ª giornata                                      | SPAL      | 2 – 1 referto | Salernitana | Stadio Comunale |
| \| \| \| \| \| Trevisani 27’ Bennike 66’ \| Marcatori \| 31’ Bertoloni \| |           |               |             |                 |
|                                                                           |           |               |             |                 |
| Trevisani 27’ Bennike 66’                                                 | Marcatori | 31’ Bertoloni |             |                 |

| Vomero 21 gennaio 1951 20ª giornata                                           | Salernitana | 2 – 1 Campo neutro referto | Spezia | Stadio della Liberazione |
| \| \| \| \| \| Scopigno 36’ (rig.) Giorgetti 39’ \| Marcatori \| 48’ Pozzo \| |             |                            |        |                          |
|                                                                               |             |                            |        |                          |
| Scopigno 36’ (rig.) Giorgetti 39’                                             | Marcatori   | 48’ Pozzo                  |        |                          |

| Salerno 28 gennaio 1951 21ª giornata           | Salernitana | 1 – 0 referto | Catania | Stadio Comunale |
| \| \| \| \| \| Giorgetti 1’ \| Marcatori \| \| |             |               |         |                 |
|                                                |             |               |         |                 |
| Giorgetti 1’                                   | Marcatori   |               |         |                 |

#### Girone di ritorno
| Salerno 4 febbraio 1951 22ª giornata | Salernitana | 0 – 0 referto | Siracusa | Stadio Comunale |

| Salerno 11 febbraio 1951 23ª giornata     | Salernitana | 1 – 0 referto | Bari | Stadio Comunale |
| \| \| \| \| \| Eken 3’ \| Marcatori \| \| |             |               |      |                 |
|                                           |             |               |      |                 |
| Eken 3’                                   | Marcatori   |               |      |                 |

| Seregno 18 febbraio 1951 24ª giornata           | Seregno   | 0 – 1 referto | Salernitana | Stadio Ferruccio |
| \| \| \| \| \| \| Marcatori \| 42’ Bertoloni \| |           |               |             |                  |
|                                                 |           |               |             |                  |
|                                                 | Marcatori | 42’ Bertoloni |             |                  |

| Salerno 25 febbraio 1951 25ª giornata                        | Salernitana | 1 – 1 referto | Reggiana | Stadio Comunale |
| \| \| \| \| \| Settembrino 23’ \| Marcatori \| 4’ Dal Bon \| |             |               |          |                 |
|                                                              |             |               |          |                 |
| Settembrino 23’                                              | Marcatori   | 4’ Dal Bon    |          |                 |

| Arbitro: | Buratti (Milano) |

|                                                   |           |               |
| Caldana 11’, 67’, 89’ Furlani 26’ Pozzan 38’, 48’ | Marcatori | 69’ Giorgetti |

| Salerno 11 marzo 1951 27ª giornata                                  | Salernitana | 2 – 1 referto | Vicenza | Stadio Comunale |
| \| \| \| \| \| Taccola 11’ Marini 56’ \| Marcatori \| 88’ Lerici \| |             |               |         |                 |
|                                                                     |             |               |         |                 |
| Taccola 11’ Marini 56’                                              | Marcatori   | 88’ Lerici    |         |                 |

| Venezia 18 marzo 1951 28ª giornata                                                   | Venezia   | 3 – 1 referto | Salernitana | Stadio Pierluigi Penzo |
| \| \| \| \| \| Broccini 26’ (rig.), 86’ Nikolić 63’ \| Marcatori \| 79’ Bertoloni \| |           |               |             |                        |
|                                                                                      |           |               |             |                        |
| Broccini 26’ (rig.), 86’ Nikolić 63’                                                 | Marcatori | 79’ Bertoloni |             |                        |

| Salerno 25 marzo 1951 29ª giornata                                                | Salernitana | 0 – 4 referto                                   | Brescia | Stadio Comunale |
| \| \| \| \| \| \| Marcatori \| 25’ Bettini 36’ Bassetti 59’ Fabbri 84’ Bonaiti \| |             |                                                 |         |                 |
|                                                                                   |             |                                                 |         |                 |
|                                                                                   | Marcatori   | 25’ Bettini 36’ Bassetti 59’ Fabbri 84’ Bonaiti |         |                 |

| Livorno 1º aprile 1951 30ª giornata                       | Livorno   | 2 – 0 referto | Salernitana | Stadio Comunale |
| \| \| \| \| \| Benini 6’ Bartolini 44’ \| Marcatori \| \| |           |               |             |                 |
|                                                           |           |               |             |                 |
| Benini 6’ Bartolini 44’                                   | Marcatori |               |             |                 |

| Arbitro: | Poggipollini (Ferrara) |

|                                                               |           |          |
| Castaldo 17’ Torreano 48’ (rig.) Bertoloni 60’ De Andreis 62’ | Marcatori | 34’ Loni |

| Modena 14 aprile 1951 32ª giornata                      | Modena    | 1 – 1 referto | Salernitana | Stadio Comunale |
| \| \| \| \| \| Manenti 61’ \| Marcatori \| 5’ Marini \| |           |               |             |                 |
|                                                         |           |               |             |                 |
| Manenti 61’                                             | Marcatori | 5’ Marini     |             |                 |

| Salerno 22 aprile 1951 33ª giornata                         | Salernitana | 0 – 3 referto             | Messina | Stadio Comunale |
| \| \| \| \| \| \| Marcatori \| 35’, 56’ Koenig 86’ Voogt \| |             |                           |         |                 |
|                                                             |             |                           |         |                 |
|                                                             | Marcatori   | 35’, 56’ Koenig 86’ Voogt |         |                 |

| Salerno 29 aprile 1951 34ª giornata                                                                         | Salernitana | 3 – 2 referto              | Legnano | Stadio Comunale |
| \| \| \| \| \| Scopigno 5’ (rig.) Bertoloni 49’ Giorgetti 57’ \| Marcatori \| 21’ Mozzambani 67’ Bertoni \| |             |                            |         |                 |
| |             |                            |         |                 |
| Scopigno 5’ (rig.) Bertoloni 49’ Giorgetti 57’                                                              | Marcatori   | 21’ Mozzambani 67’ Bertoni |         |                 |

| Cremona 6 maggio 1951 35ª giornata                                | Cremonese | 2 – 1 referto | Salernitana | Stadio Giovanni Zini |
| \| \| \| \| \| Frandsen 23’, 57’ \| Marcatori \| 67’ Giorgetti \| |           |               |             |                      |
|                                                                   |           |               |             |                      |
| Frandsen 23’, 57’                                                 | Marcatori | 67’ Giorgetti |             |                      |

| Ancona 13 maggio 1951 36ª giornata                                                         | Anconitana | 1 – 4 referto                       | Salernitana | Stadio Dorico |
| \| \| \| \| \| Bracciani 77’ (rig.) \| Marcatori \| 4’, 57’, 88’ Giorgetti 71’ Torreano \| |            |                                     |             |               |
|                                                                                            |            |                                     |             |               |
| Bracciani 77’ (rig.)                                                                       | Marcatori  | 4’, 57’, 88’ Giorgetti 71’ Torreano |             |               |

| Salerno 20 maggio 1951 37ª giornata                                        | Salernitana | 2 – 1 referto  | Treviso | Stadio Comunale |
| \| \| \| \| \| Taccola 26’ Giorgetti 40’ \| Marcatori \| 87’ Vascellari \| |             |                |         |                 |
|                                                                            |             |                |         |                 |
| Taccola 26’ Giorgetti 40’                                                  | Marcatori   | 87’ Vascellari |         |                 |

| 27 maggio 1951 38ª giornata Turno di Riposo |  | – |  |  |

| Salerno 3 giugno 1951 39ª giornata                                                                            | Salernitana | 3 – 3 referto                        | Fanfulla | Stadio Comunale |
| \| \| \| \| \| Bertoloni 22’, 67’ Scopigno 57’ (rig.) \| Marcatori \| 8’ Balbiano 47’ Marzani 52’ Busnelli \| |             |                                      |          |                 |
| |             |                                      |          |                 |
| Bertoloni 22’, 67’ Scopigno 57’ (rig.)                                                                        | Marcatori   | 8’ Balbiano 47’ Marzani 52’ Busnelli |          |                 |

| Salerno 10 giugno 1951 40ª giornata              | Salernitana | 1 – 0 referto | SPAL | Stadio Comunale |
| \| \| \| \| \| De Andreis 70’ \| Marcatori \| \| |             |               |      |                 |
|                                                  |             |               |      |                 |
| De Andreis 70’                                   | Marcatori   |               |      |                 |

| La Spezia 17 giugno 1951 41ª giornata                        | Spezia    | 1 – 1 referto  | Salernitana | Stadio Alberto Picco |
| \| \| \| \| \| Frugali 48’ \| Marcatori \| 26’ De Andreis \| |           |                |             |                      |
|                                                              |           |                |             |                      |
| Frugali 48’                                                  | Marcatori | 26’ De Andreis |             |                      |

| Catania 24 giugno 1951 42ª giornata                                          | Catania   | 3 – 1 referto | Salernitana | Stadio Cibali |
| \| \| \| \| \| Randon 1’ Klein 68’ Gavazzi 73’ \| Marcatori \| 88’ Marini \| |           |               |             |               |
|                                                                              |           |               |             |               |
| Randon 1’ Klein 68’ Gavazzi 73’                                              | Marcatori | 88’ Marini    |             |               |

## Statistiche

### Statistiche di squadra
| Competizione | Punti | In casa | In casa | In casa | In casa | In casa | In casa | In trasferta | In trasferta | In trasferta | In trasferta | In trasferta | In trasferta | Totale | Totale | Totale | Totale | Totale | Totale | DR |
| Competizione | Punti | G       | V       | N       | P       | Gf      | Gs      | G            | V            | N            | P            | Gf           | Gs           | G      | V      | N      | P      | Gf     | Gs     | DR |
| ------------ | ----- | ------- | ------- | ------- | ------- | ------- | ------- | ------------ | ------------ | ------------ | ------------ | ------------ | ------------ | ------ | ------ | ------ | ------ | ------ | ------ | -- |
| Serie B      | 40    | 20      | 13      | 5       | 2       | 37      | 26      | 20           | 2            | 5            | 13           | 20           | 39           | 40     | 15     | 10     | 15     | 57     | 65     | -8 |

### Andamento in campionato
| Giornata  | 1  | 2  | 3  | 4  | 5 | 6  | 7  | 8  | 9  | 10 | 11 | 12 | 13 | 14 | 15 | 16 | 17 | 18 | 19 | 20 | 21 | 22 | 23 | 24 | 25 | 26 | 27 | 28 | 29 | 30 | 31 | 32 | 33 | 34 | 35 | 36 | 37 | 38 | 39 | 40 | 41 | 42 |
| --------- | -- | -- | -- | -- | - | -- | -- | -- | -- | -- | -- | -- | -- | -- | -- | -- | -- | -- | -- | -- | -- | -- | -- | -- | -- | -- | -- | -- | -- | -- | -- | -- | -- | -- | -- | -- | -- | -- | -- | -- | -- | -- |
| Luogo     | T  | N  | C  | T  | C | T  | C  | T  | C  | R  | C  | T  | T  | C  | R  | T  | -  | T  | T  | N  | C  | C  | C  | T  | C  | T  | C  | T  | C  | T  | C  | T  | C  | C  | T  | T  | C  | -  | C  | C  | T  | T  |
| Risultato | N  | P  | V  | P  | V | P  | V  | P  | V  | N  | V  | P  | P  | N  | N  | P  | -  | N  | P  | V  | V  | N  | V  | V  | N  | P  | V  | P  | P  | P  | V  | N  | P  | V  | P  | V  | V  | -  | N  | V  | N  | P  |
| Posizione | 10 | 17 | 10 | 15 | 8 | 14 | 10 | 14 | 10 | 11 | 8  | 10 | 13 | 14 | 13 | 14 | 16 | 16 | 17 | 15 | 14 | 14 | 12 | 8  | 9  | 12 | 8  | 14 | 15 | 15 | 13 | 15 | 13 | ?  | 14 | 10 | ?  | 12 | 9  | ?  | 9  | 13 |

Fonte:  Serie B - Classifiche, su calciometro.it. URL consultato il 12 maggio 2019 (archiviato dall'url originale il 10 gennaio 2015).
Legenda:

Luogo: N = Campo neutro; C = Casa; T = Trasferta. Risultato: R = Rinviata; V = Vittoria; N = Pareggio; P = Sconfitta.
- = Turno di riposo.

### Statistiche dei giocatori
Fonte
| Giocatore      | Serie B  | Serie B | Serie B     | Serie B    |
| Giocatore      | Presenze | Reti    | Ammonizioni | Espulsioni |
| -------------- | -------- | ------- | ----------- | ---------- |
| O. Belcastro   | 13       | 1       | ?           | ?          |
| Q. Bertoloni   | 33       | 8       | ?           | ?          |
| C. Caracciolo  | 15       | -22     | ?           | ?          |
| V. Cassani     | 2        | 0       | ?           | ?          |
| E. Castaldo    | 23       | 2       | ?           | ?          |
| G. Dardo       | 13       | 0       | ?           | ?          |
| C. De Andreis  | 21       | 4       | ?           | ?          |
| R. Di Paolo    | 0        | -0      | ?           | ?          |
| B. Eken        | 21       | 1       | ?           | ?          |
| L. Fiore       | 1        | 0       | ?           | ?          |
| D. Fragni      | 36       | 1       | ?           | ?          |
| M. Gambazza    | 25       | -43     | ?           | ?          |
| A. Giorgetti   | 34       | 20      | ?           | ?          |
| O. Mancuso     | 1        | 0       | ?           | ?          |
| E. Marini      | 14       | 3       | ?           | ?          |
| P. Miniussi    | 30       | 0       | ?           | ?          |
| U. Musella     | 1        | 0       | ?           | ?          |
| T. Pangaro     | 31       | 0       | ?           | ?          |
| E. Pignataro   | 1        | 0       | ?           | ?          |
| R. Settembrino | 32       | 2       | ?           | ?          |
| M. Scopigno    | 26       | 4       | ?           | ?          |
| M. Taccola     | 38       | 4       | ?           | ?          |
| A. Torreano    | 29       | 7       | ?           | ?          |